# Šalgovce
Šalgovce (Hongaars: Tótsók) is een Slowaakse gemeente in de regio Nitra, en maakt deel uit van het district Topoľčany.
Šalgovce telt 507 inwoners.